# Colonel Reyel
Rémi Ranguin, noto come Colonel Reyel (Saint-Mandé, 5 ottobre 1984), è un cantante e disc jockey francese di musica dancehall e reggae, diventato famoso in Francia e Belgio tra il 2010 e il 2011 con il brano Celui....

## Biografia
È nato da una famiglia originaria della Regione d'oltremare francese della Guadalupa e ha trascorso la sua infanzia a Parigi. Dal 2004 fa parte del gruppo di DJ Septentrional Crew.
Dopo un soggiorno nelle Antille nel 2004, si appassionò di musica dancehall. Tornato in Francia, creò un suo gruppo assumendo il suo nome d'arte. Con il suo gruppo tra il 2004 e il 2006 si fece notare nella scena dancehall parigina. Nel 2008 ha pubblicato il mixtape Boomaz Mixtape Vol 1, che contiene la canzone Crise de l'emploi.
Con l'etichetta discografica Scartik Rekordz ha registrato i brani Killa, Destiny (feat. Twent) e Don Dada (feat. Twent & XéLo).
Nel 2009 è apparso sulla raccolta Sound Storm con la canzone Il faut se battre (featuring Josita).
Nel 2010, per l'etichetta discografica Wagram, ha pubblicato il singolo Celui... per la raccolta estiva 100% Ragga zouk mixata da DJ Doug. Il singolo fu realizzato con la collaborazione del cantante dancehall Krys. Esso ottenne un grande successo su iTunes, raggiungendo la prima posizione nelle classifiche di vendita francesi e la posizione numero nove in Belgio.
Il suo album Au rapport uscì l'11 aprile del 2011, e con 25666 copie vendute raggiunge la prima posizione della classifica di vendita francese nella settimana della sua pubblicazione.
Nell'aprile del 2011 pubblicò il remix della sua canzone Celui... per «difendere la libertà» della radio Skyrock.
Sempre nel 2011 collaborò con il DJ internazionale Bob Sinclar e Mr Shammi per il singolo Me Not A Gangsta.

## Discografia

### Album in studio
- 2011 - Au rapport
- 2012 - Soldat de l'amour

### Singoli
- 2011 - Celui...
- 2011 - Toutes les nuits
- 2011 - Aurélie
- 2011 - Ma Star
- 2011 - Dis-moi oui (feat. Krys)
- 2012 - Toi et moi

Come artista ospite
- 2010 - Big Woman (Delia feat. Colonel Reyel & Xp)
- 2011 - Fiesta (Remix) (Strikem feat. Colonel Reyel)
- 2011 - Mets-toi à l'aise (Mister You feat. Colonel Reyel)
- 2011 - Me Not a Gangsta (Bob Sinclar feat. Colonel Reyel & Mr Shammi)